# The Crane Wife
The Crane Wife is een album van de Amerikaanse indie-pop band The Decemberists. Het album kwam in de Verenigde Staten uit op 3 oktober 2006. De Nederlandse release volgde op 29 januari 2007. The Crane Wife is het eerste album van de band op het Capitol Records label en is geproduceerd door Tucker Martine en Chris Walla. Het album is gebaseerd op een Japans sprookje wat zanger Colin Meloy op de kinderafdeling van een boekhandel tegen kwam. Het ontwerp van de cover is gemaakt door Carson Ellis. Op The Crane Wife zijn naast de vertrouwde indie-folkrocksound nu ook progrock invloeden waarneembaar, in het bijzonder in het bijna 13 minuten durende drieluik The Island.
Het album werd erg goed ontvangen. Jim DeRogatis van de Chicago Sun-Times noemde het "het beste Jethro Tull album sinds Heavy Horses".

## Nummers
1. "The Crane Wife 3" - 4:18
2. "The Island": - 12:26
Come and See
The Landlord's Daughter
You'll Not Feel the Drowning
3. "Yankee Bayonet (I Will Be Home Then)" - 4:18
  - Duet met Laura Veirs
4. "O Valencia!" - 3:47
5. "The Perfect Crime #2" - 5:33
6. "When the War Came" - 5:06
7. "Shankill Butchers" - 4:39
8. "Summersong" - 3:31
9. "The Crane Wife 1 & 2" - 11:19
10. "Sons and Daughters" - 5:13